# 시모마스다촌
시모마스다촌(下増田村)은 1955년까지 일본 미야기현 나토리군에 있던 촌이다. 현재의 나토리시 시모마사다, 스기가바쿠 및 미타엔에 해당한다. 구촌 지역은 센다이공항 북쪽 부지의 일부에 해당하며, 센다이공항역이 있다.

## 역사
- 1889년 4월 1일 - 정촌제 시행에 수반해 2촌의 구역으로 시모마스다촌이 성립하였다.
- 1955년 4월 1일 -유리아게 정, 마스다 정, 다테코시 촌, 메데시마 촌, 다카다테 촌과 합병해, 나토리정이 성립하였다.

## 참고문헌
- 『名取市史』（宮城県名取市、1977）